# Agriocnemis palaeforma
Agriocnemis palaeforma – gatunek ważki z rodziny łątkowatych (Coenagrionidae). Gatunek endemiczny, występujący na bagnach papirusowych na terenie Ugandy i Rwandy.